# Because I Got High (singolo)
Because I Got High è un singolo del rapper statunitense Afroman, pubblicato nel 2001 ed estratto dall'album omonimo.

## Tracce
1. Because I Got High (Afrolicious Edit) – 3:18
2. Let's All Get Drunk – 5:43
3. Back On the Bus – 5:43
4. Because I Got High (Afropulco Gold & Dirty) – 3:18

## Classifiche
| Classifica (2001) | Posizione raggiunta |
| ----------------- | ------------------- |
| Australia         | 1                   |
| Francia           | 2                   |
| Germania          | 1                   |
| Regno Unito       | 1                   |
| Stati Uniti       | 13                  |